# Cơm rượu Nam bộ
Cơm rượu Nam bộ (danh pháp khoa học: Glycosmis cochinchinensis) là một loài thực vật có hoa trong họ Cửu lý hương. Loài này được (Lour.) Pierre ex Engl. mô tả khoa học đầu tiên năm 1896.